# Paulina Czarnik
Paulina Czarnik (* 15. Januar 1994) ist eine ehemalige polnische Tennisspielerin.

## Karriere
Czarnik begann mit sechs Jahren das Tennisspielen und bevorzugt Sandplätze. Sie spielt vor allem auf dem ITF Women’s Circuit, wo sie bislang zwei Doppeltitel gewann.
Bei der Sommer-Universiade 2017 erreichte sie im Dameneinzel das Achtelfinale.
Ihr bislang letztes Profiturnier bestritt Czarnik im Juni 2018. Seit Juli 2019 wird sie nicht mehr in den Weltranglisten geführt.

## Turniersiege

### Doppel
| Nr. | Datum            | Turnier | Kategorie   | Belag             | Partnerin         | Finalgegnerinnen                       | Ergebnis         |
| --- | ---------------- | ------- | ----------- | ----------------- | ----------------- | -------------------------------------- | ---------------- |
| 1.  | 29. Juli 2017    | Pärnu   | ITF $15.000 | Sand              | Cristina Adamescu | Polina Golubovskaya Sofya Golubovskaya | 6:3, 3:6, [10:5] |
| 2.  | 10. Februar 2018 | Trnava  | ITF $15.000 | Hartplatz (Halle) | Daria Kuczer      | Anastasia Dețiuc Johana Marková        | 6:3, 7:5         |